# Christoph Anders
Christoph Anders (* 16. Dezember 1936 in Mittelsteine, Landkreis Glatz, Provinz Niederschlesien) ist ein ehemaliger deutscher Politiker der Sozialistischen Einheitspartei Deutschlands (SED) in der Deutschen Demokratischen Republik (DDR). Er war von 1984 bis 1989 Oberbürgermeister von Halle (Saale).

## Leben
Der Arbeitersohn Christoph Anders schloss nach der Oberschule 1956 eine Lehre als Elektromonteur ab. Bis 1959 diente er als Matrose bei der Volksmarine der DDR. 1959 trat Anders in die SED ein. 1959/60 arbeitete er als Organisationsinstrukteur und studierte dann bis 1963 an der Deutschen Akademie für Staats- und Rechtswissenschaft in Potsdam-Babelsberg. 1963 legte er sein Diplom in Staatswissenschaften ab und wurde stellvertretender Vorsitzender für Inneres des Rates des Kreises Zeitz.
Von 1966 bis 1970 absolvierte Anders ein Fernstudium an der Humboldt-Universität Berlin und wurde Diplom-Jurist. Von 1971 bis 1976 war er erster stellvertretender Vorsitzender des Rats des Kreises Zeitz und von 1976 bis 1978 Vorsitzender des Rats des Saalkreises. Von 1978 bis 1984 war Anders erster Stellvertreter des Oberbürgermeisters von Halle an der Saale. 1982/83 absolvierte er ein weiteres Studium an der Parteihochschule „Karl Marx“ der SED und war, als Nachfolger von Hans Pflüger, von 1984 bis Mai 1989 Oberbürgermeister von Halle (Saale).